# دونالدنا كاميرون

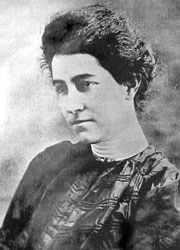
صورة لدونالدنا كاميرون عندما كانت شابة

دونالدنا كاميرون (26 يوليو 1869-4 يناير 1968) رائدة في مكافحة العبودية بصفتها مبشرة مشيخية في الحي الصيني في سان فرانسيسكو، ساعدت أكثر من 2000 فتاة وامرأة صينية مهاجرة على الهروب من الدعارة القسرية أو العبودية الملزمة. تُعرف باسم «فان كي» أو «الشيطان الأبيض» للحي الصيني، بالإضافة إلى «الملاك الحي الصيني الغاضب».

## حياة الإرسالية (1900-1934)
بعد عامين من وفاة كالبيرتسون في عام 1897، أصبحت دونالدنا كاميرون مديرة الدار المشيخية في سن 27 عامًا. واصلت مهمة الدار، وأنقذت النساء المهاجرات الصينيات الشابات من العبودية الجنسية والخدمة بالسخرة. أشارت المصادر المعاصرة إلى هذا العمل بوصفه «مؤسسة البعثة الأجنبية الوحيدة على الإطلاق في الولايات المتحدة».
كان العديد من أصدقاء وأقارب هؤلاء الفتيات يتركون رسائل سرية إلى دونالدنا في دار المشيخية تشير إلى المنزل الذي تحتجز فيه الفتاة. في كثير من الأحيان، كان أعضاء تونغ المجرمين، الذين أطلقوا عليها لقب «امرأة يسوع» و«الشيطان الأبيض»، يهددون كاميرون والدار. أمضت ذات مرة ليلة في سجن سان خوسيه أثناء سعيها للإفراج عن امرأة صينية. ومع ذلك، واصلت كاميرون مهمتها. كانت تُدعى أحيانًا «فان كي»، وتُرجمت إلى معان مختلفة مثل «الروح البيضاء» أو «الساحرة البيضاء» أو «الشيطان الأبيض»- وهي صفة عنصرية مثيرة ساعد مراسلو الصحف والمجلات على نشرها. أُطلق عليها أيضًا لقب «ملاك الحي الصيني الغاضب»، والتي أصبحت فيما بعد عنوانًا لسيرة ذاتية.
بمجرد إطلاق سراحهن، أُجبرت النساء الصينيات على الإقامة في الدار المشيخية (حيث لم يُسمح لهن بالخروج دون مرافقة) والتحول إلى المسيحية. في حين رحبت بعض النساء المهاجرات الصينيات بالتحول ورأين دونالدنا منقذًا، وأطلقن عليها لقب «لو مو» (التي ترجمتها تعني «الأم»)، كان لدى الأخريات مشاعر مختلطة حول هذا التحول القسري.
في أبريل 1906 أجبر الزلزال والنار العظيمان في سان فرانسيسكو على إخلاء دار المشيخة. عادت دونالدنا ليلة الزلزال عبر المدينة المحترقة لاستعادة دفتر سجل تفاصيل وصايتها على الفتيات في الدار، وبالتالي ضمان سلامتهن من الإجبار على العودة إلى العبودية أو الدعارة. دُمر الدار في الزلزال. أعيد بناؤه عام 1907 في شارع ساكرامنتو 920، وما يزال قائمًا حتى اليوم.
كتبت كاميرون أيضًا على نطاق واسع، سعيًا للحصول على الدعم المالي لمهمتها، في منشورات مثل النساء والبعثات وكتيب بعنوان «حركة العبيد الصفراء». غالبًا ما عززت هذه الكتابة من تصوير المستشرقين للنساء الصينيات، ولكنها تحدت أيضًا المفاهيم الشعبية المسبقة بأن هؤلاء النساء غير قادرات على الاندماج في المجتمع الأمريكي.
أسست دونالدنا أيضًا دارين للأطفال الصينيين. كان العديد من هؤلاء الأطفال أيتامًا أو أطفالًا للنساء اللائي أنقذتهن. خدم دار تشونغ مي الأولاد الصغار، بينما كان دار مينغ كوان للفتيات. أصبح منزل تشونغ مي السابق اليوم جزءًا من مدرسة ويندراش في إل سيريتو، كاليفورنيا، وأصبح دار مينغ كوان الآن جزءًا من كلية ميلز في أوكلاند، كاليفورنيا. في عام 1935 تأسس دار ثالث لمينغ تشونغ -«دار الأطفال»- في لوس جاتوس، كاليفورنيا. وهناك اعتنوا بالفتيات الأمريكيات الصينيات الأصغر سنًا حتى يبلغن من العمر ما يكفي (13 عامًا) للانتقال إلى أوكلاند. هذا الدار اليوم هو جزء من مؤسسة عائلات إي إم كيو أولًا غير الربحية.

## الحياة اللاحقة والإرث (1934-1968)
تقاعدت دونالدنا من عملها التبشيري والدار المشيخية عام 1934. كان لها الفضل في إنقاذ وتعليم أكثر من 2000 امرأة وفتاة صينية مهاجرة. قبل وفاتها، كانت تُعتبر شيئًا من «الأيقونة الوطنية»، وقد رويت قصة حياتها في ثلاث سير ذاتية، بعضها بعناصر خيالية.
في عام 1942 تغير اسم الدار المشيخية إلى دار دونالدنا كاميرون. ما يزال دار كاميرون قائمًا حتى اليوم في سان فرانسيسكو. ويعتبر وكالة متعددة الخدمات تخدم المجتمعات الآسيوية من خلال تعزيز المجتمعات المسيحية الصحية من خلال برامج مثل الرياضات الشبابية، والدروس الخصوصية، والاستشارات. بعد التقاعد، انتقلت دونالدنا إلى منطقة بالو ألتو. توفيت في 4 يناير 1968 عن عمر يناهز 98 عامًا.